# 亨利冰原島峰
75°8′S 72°36′W / 75.133°S 72.600°W
亨利冰原島峰（英語：Henry Nunataks），是南極洲的冰原島峰，位於帕爾默地，處於梅里克山脈以西11公里，美國地質調查局根據測量和該國海軍的空中照片繪入地圖，現時由南極條約體系管理。